# Áedán mac Gabráin
Áedán mac Gabrián  (/ˈaiðaːn mak ˈɡavɾaːnʲ/) fue uno de los reyes de Dalriada, quien reinó sobre la tribu de los escotos existente en el norte de Irlanda y la costa oeste de Escocia desde finales del siglo V hasta mediados del siglo IX. Reinó entre 574 y 608, y se cree que nació entre los años 532-533.
Según Adomnán, el Senchus y los Anales Irlandeses, se establece que Áedán fue hijo de Gabrán mac Domangairt (muerto c. 555–560). Un poema galés nos cuenta que su madre fue hija de Dumnagual Hen. El reino del nuevo monarca (574-606/608) dejó numerosos rastros en las crónicas a causa de su activa belicosidad contra sus vecinos pictos, britanos y nuevos anglos de Bernicia venidos a la región.
Después de la muerte del rey escoto Conall mac Comgaill en 574 se relata en los Anales de Ulster y en los Anales de Tigernach la batalla de Kintyre, en la que cayeron Dúnchad, hijo de Conall, el hijo de Comgall y muchos otros.
Áedán tenía unos cuarenta años de edad cuando fue coronado rey a la muerte de su tío Conall mac Comgaill en 574. Su sucesión como rey pudo haber sido objetada. Adomnán deja constancia de que Columba había favorecido la candidatura del hermano de Áedán, Eoganán. Adomnán proclama que Áedán fue coronado rey por Columba, el primer ejemplo de una coronación conocido en Britania e Irlanda.
Como registra Beda, Áedán fue derrotado decisivamente por Etelfrido de Bernicia en la Batalla de Degsastan. Áedán puede haber sido depuesto después de su derrota, o haber abdicado. La fecha de su muerte está registrada el 17 de abril de 609. Tras la derrota en Degsastan, los anales no reportan nada de Áedán hasta su muerte, seis años después, fecha suministrada por el Martirologio de Tallaght, compuesto en c. 800. Los Annales de Tigernach le dan una edad de 74 años. La Profecía de Berchán sitúa su muerte en Kintyre, y dice que «no será rey al tiempo de su muerte», mientras que el Acta Sancti Lasriani del siglo XII afirma que fue expulsado del reino. Juan de Fordun, escritor del siglo XIV, creía que Áedán había sido enterrado en Kilkerran de Kintyre.